# Ella and Basie!
Ella and Basie! från 1963 är ett musikalbum av Ella Fitzgerald och Count Basies orkester. Arrangemangen är gjorda av Quincy Jones.

## Låtlista
1. Honeysuckle Rose (Fats Waller/Andy Razaf) – 2:43
2. 'Deed I Do (Fred Rose/Walter Hirsch) – 2:45
3. Into Each Life Some Rain Must Fall (Doris Fisher/Allan Roberts) – 3:22
4. Them There Eyes (Doris Tauber/William Tracey/Maceo Pinkard) – 5:09
5. Dream a Little Dream of Me (Fabian Andre/Wilbur Schwandt/Gus Kahn) – 4:07
6. Tea for Two (Vincent Youmans/Irving Caesar) – 3:18
7. Satin Doll (Billy Strayhorn/ Duke Ellington/Johnny Mercer) – 3:19
8. I'm Beginning to See the Light (Duke Ellington/Johnny Hodges/Harry James) – 4:07
9. Shiny Stockings (Frank Foster) – 3:32
10. My Last Affair (Haven Johnson) – 3:19
11. Ain't Misbehavin' (Fats Waller/Harry Brooks/Andy Razaf) – 3:16
12. On the Sunny Side of the Street (Jimmy McHugh/Dorothy Fields) – 3:44

Bonusspår på cd-utgåvan från 1997
1. My Last Affair [alt take] – 3:27
2. My Last Affair [alt take] – 3:40
3. Robbins' Nest [breakdown] (Jean Baptiste Illinois Jacquet/Charles Thompson/Bob Russell) – 1:23
4. Robbins' Nest [take 5] – 3:41
5. Robbins' Nest [take 6] – 3:09
6. Robbins' Nest [take 13] – 2:56

## Inspelningsdata
Inspelad i  A&R Studios, New York
15 juli 1963 (spår 1, 2, 7, 8, 12)
16 juli 1963 (spår 3–6, 9–11, 13–18)

## Medverkande
- Ella Fitzgerald – sång
- Joe Newman – trumpet
- Al Aarons – trumpet (spår 1–3, 6–18)
- Don Rader – trumpet (spår 1–3, 6–18)
- Fip Ricard – trumpet (spår 1–3, 6–18)
- Urbie Green – trombon
- Henry Coker – trombon (spår 1–3, 6–18)
- Grover Mitchell – trombon (spår 1–3, 6–18)
- Benny Powell – trombon (spår 1–3, 6–18)
- Eric Dixon – altsax (spår 1–3, 6–18), tenorsax (spår 1–3, 6–18), flöjt (spår 1–3, 6–18)
- Frank Foster – altsax (spår 1–3, 6–18), tenorsax, flöjt (spår 1–3, 6–18)
- Frank Wess – altsax (spår 1–3, 6–18), tenorsax (spår 1–3, 6–18), flöjt (spår 1–3, 6–18)
- Marshall Royal – altsax (spår 1–3, 6–18), klarinett (spår 1–3, 6–18)
- Charlie Fowlkes – barytonsax (spår 1–3, 6–18)
- Count Basie – piano (spår 1–4, 6–18), orgel (spår 5)
- Freddie Green – gitarr
- Buddy Catlett – bas
- Sonny Payne – trummor